# سعيد النفيسي
سعيد النفيسي (بالفارسیة: سعید نفیسی) (1895 م - 1966 م). هو مؤرِّخ، وأديب، وشاعر، ومترجم إيراني، كان من الرعيل الأول من أساتذة جامعة طهران. وهو ابن ناظم الأطباء الكرماني [الفارسية]، أحد أشهر الأطباء الإيرانيين في أواخر العهد القاجاري. وللنفيسي العديد من المؤلفات المتعلَّقة بالأدب الإيراني وتاريخ إيران، كما قام بتحقيق الكثير من الآثار التاريخيَّة وتصحيحها وإخراجها للطبع، كما كان يصدر مجلة شرق في طهران، وهي كما يصفها آغا بزرگ الطهراني: «مجلة فارسية علمية أدبية تاريخية، لميرزا سعيد خان النفيسي نشرت من شعبان سنة 1349 في مطبعة خاور بطهران».

## انتقادات
كتب النفيسي ترجمة مفصَّلة لمحمد بن حسين الحارثي المعروف بالشيخ البهائي، وهو أحد علماء الشيعة الإثني عشريَّة البارزين في العصر الصفوي، وكانت ترجمته هذه مورد نقد عبد الحسين الأميني إذ أفرد صفحات من موسوعته الغدير في الرد على بعض ما أورده النفيسي في ترجمته، فقال في مقدمة انتقاداته: «لقد جاء الكاتب الفارسي (سعيد النفيسي) فيما ألفه من ترجمة حياة شيخنا بهاء الملة والدين كحاطب ليل، فضم إلى الدرة بعرة، وأتى بأشياء لا شاهد لها من التاريخ».

## آثاره
- ماه نخشب. مجموعة قصص.[3]
- تاريخچهٔ ادبيات إيران. قال عنه الطهراني: «شرح فيه أدبيات إيران قبل الإسلام وبعده قرناً قرناً إلى القرن الحاضر».[4]
- آخرين يادگار نادر.[5]
- يزدگرد سوم. ترجمة ليزدجرد الثالث، آخر ملوك بني ساسان.[6]
- جستجو در احوال وآثار شيخ فريد الدين عطار. تحقيق مفصل حول آثار فريد الدين العطار وأحواله.[7]
- نخلبند شعرا. ترجمة للشاعر والمتصوِّف الفارسي خواجو الكرماني.[8]
- شرح حال خيام. ترجمة لعمر الخيَّام.[9]
- شيخ بهائى. ترجمة مفصَّلة له، مع إيراد أشعاره.[1]